# 玉堂窑址
玉堂窑址，是一处唐至北宋时期的瓷窑群遗址，位于中国四川省成都市都江堰市玉堂镇凤鸣村、岐山村以及中兴镇横山村，面积约2.5平方公里。2002年12月27日公佈為四川省第六批省級文物保護單位。2013年3月5日列為第七批全國重點文物保護單位，并且纳入大遗址保护规划。
玉堂窑址群共发现18座窑包，窑底直径近百米、高10余米；窑形为斜坡式龙窑，窑炉采用垫柱和垫板承托、支钉间隔的双重敞烧法。玉堂窑址内出土上千件陶瓷器皿，包括生活用具、文房用具以及玩具等，着色装饰也反映了唐宋时期陶瓷发展的特征。

## 图片

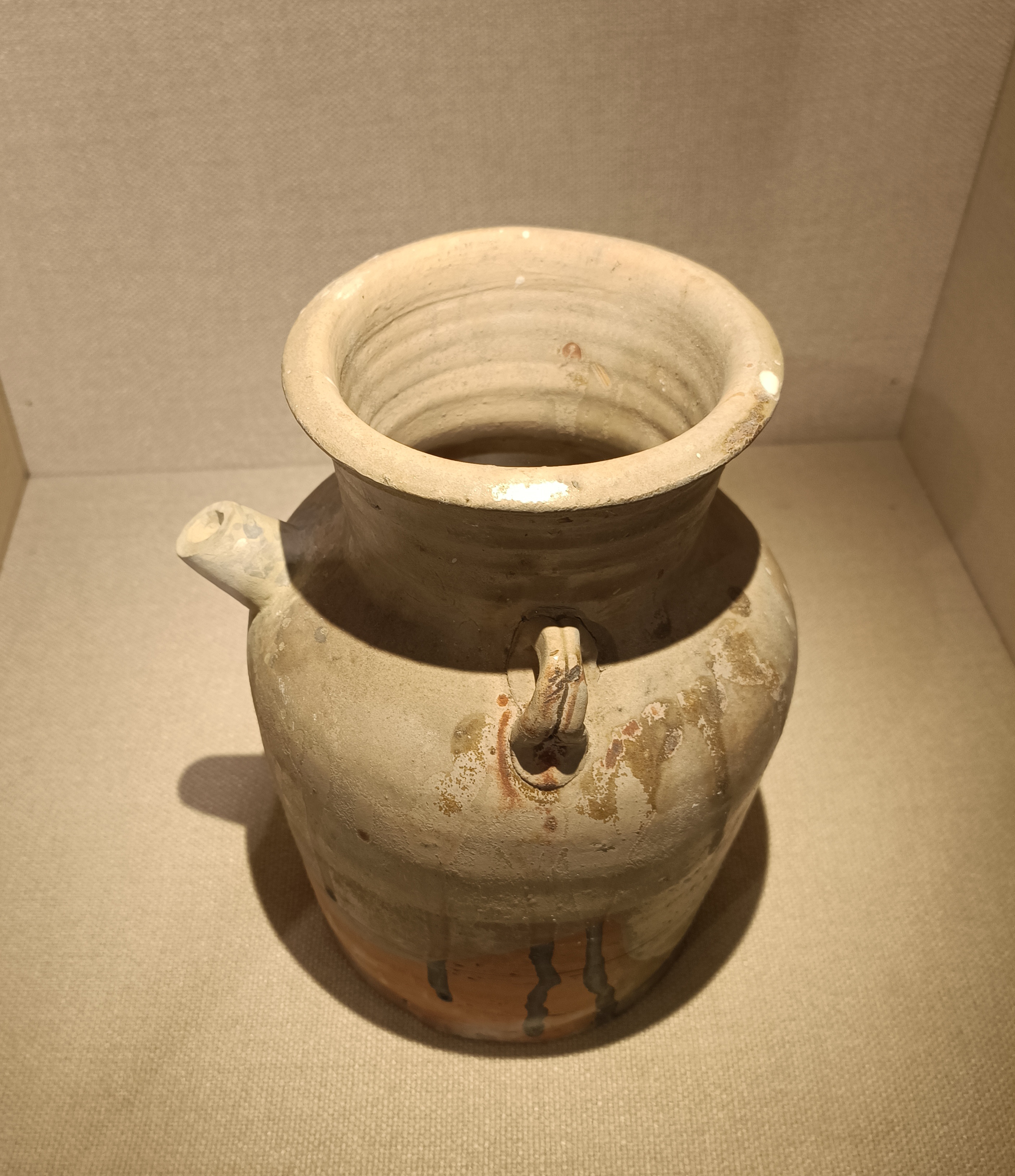
青釉瓷执壶，宋，成都隋唐窑址博物馆藏
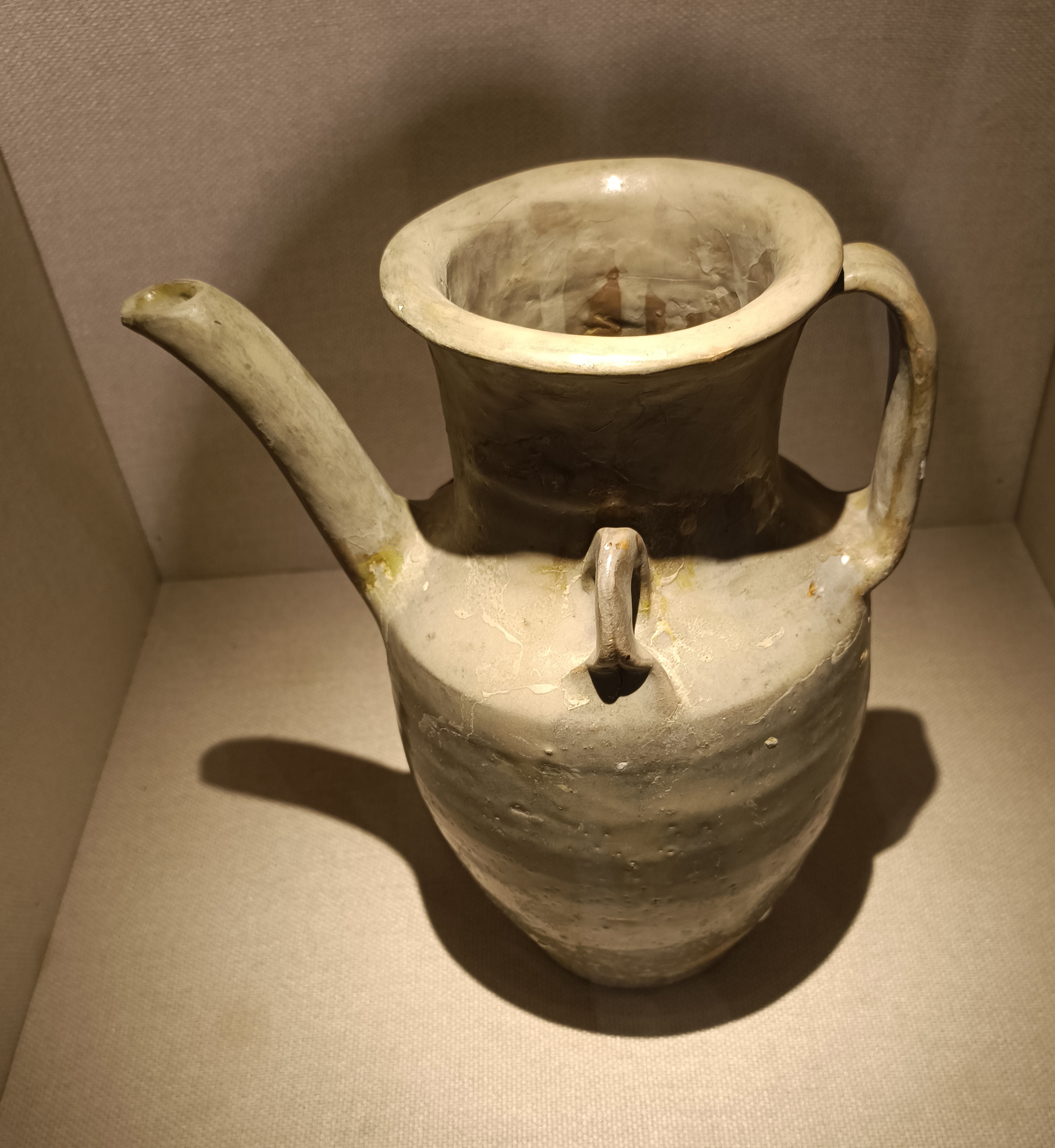
青釉瓷执壶，宋，成都隋唐窑址博物馆藏
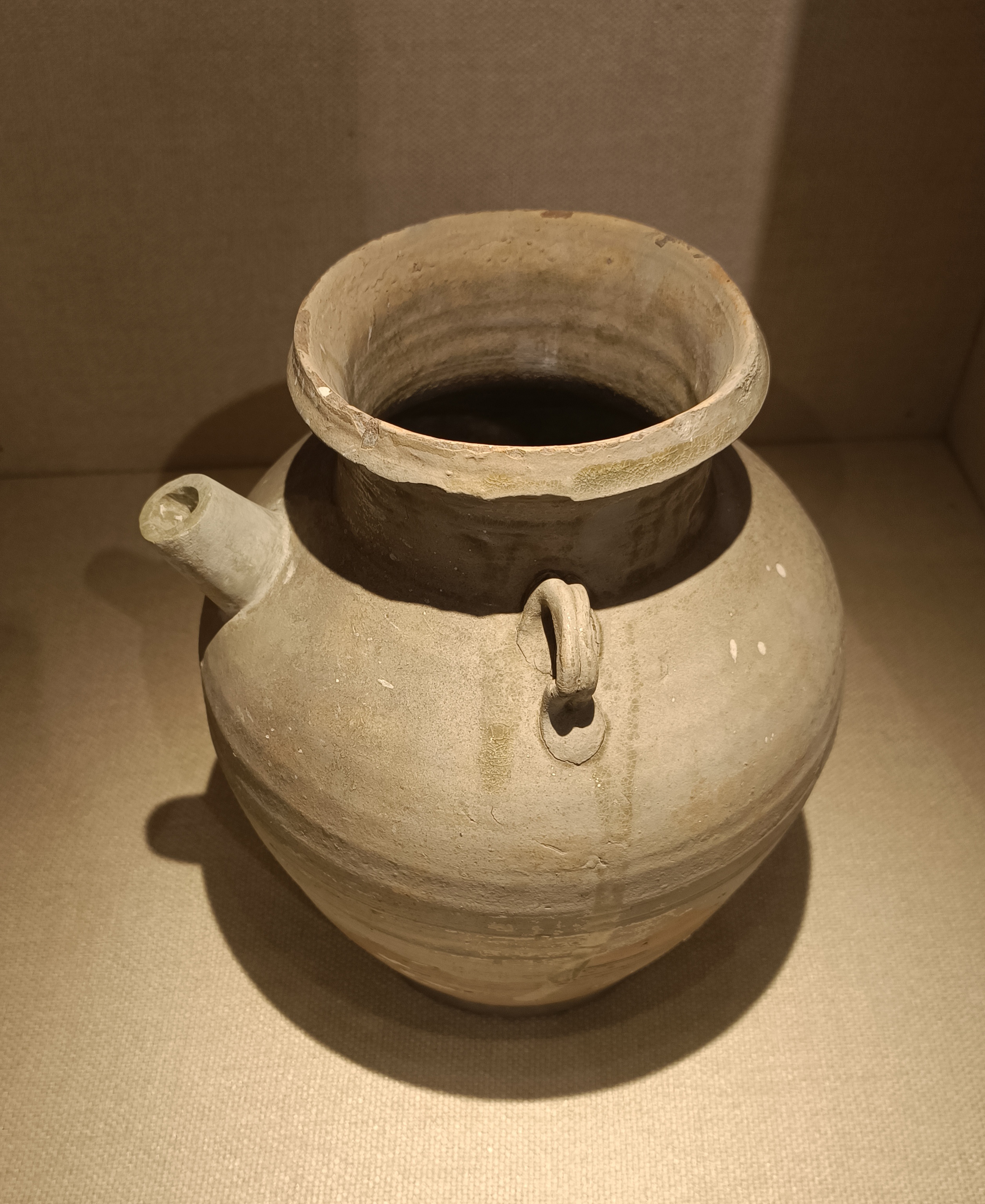
青釉瓷四系罐，宋，成都隋唐窑址博物馆藏
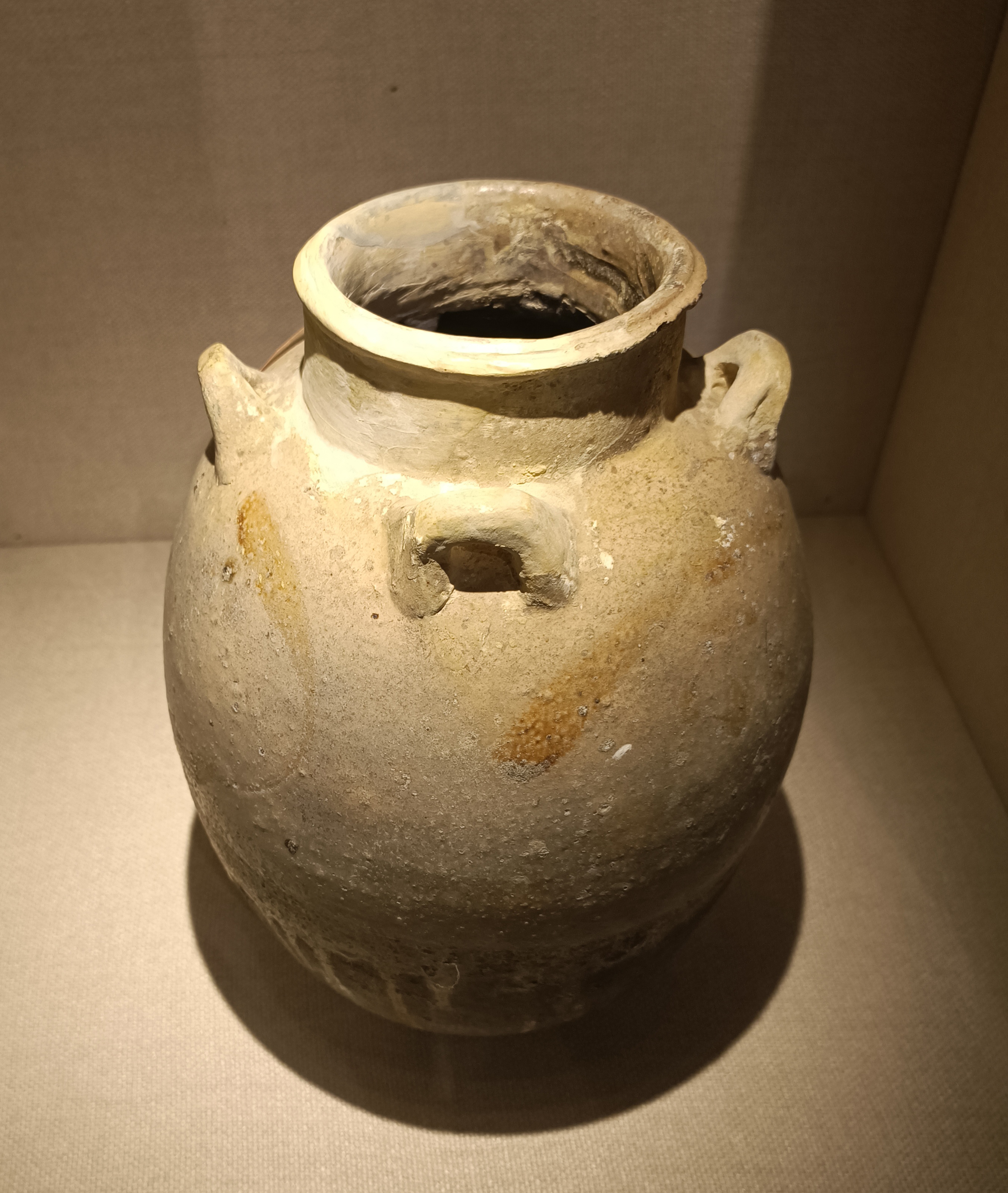
青釉瓷四系罐，宋，成都隋唐窑址博物馆藏
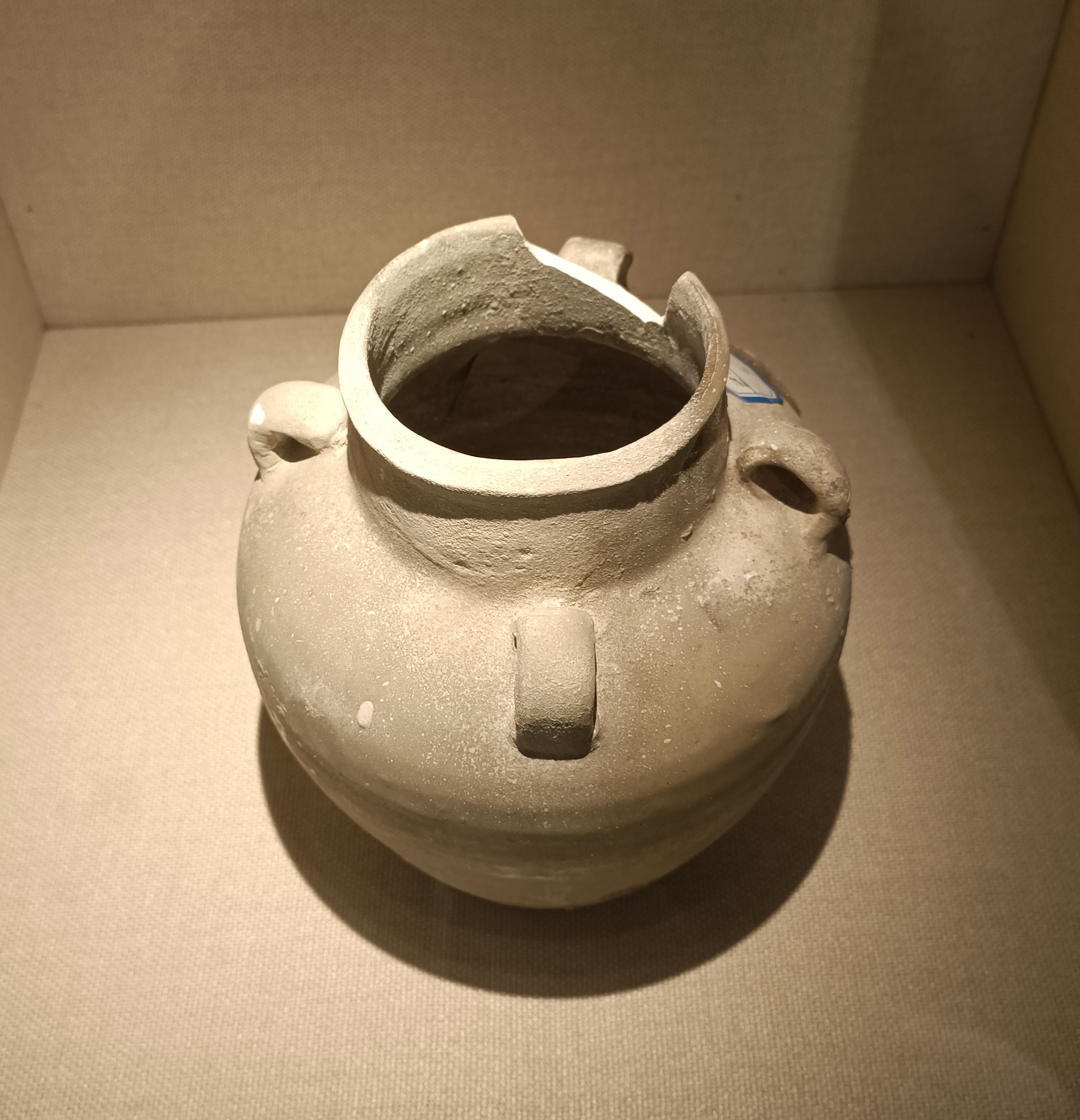
青釉瓷四系罐，宋，成都隋唐窑址博物馆藏